# Still Loving You (песен на „Скорпиънс“)
 Тази статия е за песента.  За компилацията вижте Still Loving You (компилация на „Скорпиънс“).  
Still Loving You е „мощна рок балада“ на германската рок група „Скорпиънс“, включена в осмия им студиен албум Love at First Sting, издаден през 1984 г. Песента е композирана от китариста Рудолф Шенкер още през 1979 г., но официално започва да се записва в периода 1983 – 1984 г., когато и Клаус Майне написва текста към нея. За разлика от повечето песни на групата, в Still Loving You Рудолф Шенкер изпълнява китарното соло, докато Матиас Ябс свири ритъм частите. Still Loving You е най-добрата балада на „Скорпиънс“ и представлява „епична мощна рок балада“, една от най-известните песни в този стил, считана за класика в жанра и по-късно описана като „истински химн на любовта“.
Песента е издадена като сингъл с времетраене от 4:48 секунди, заедно с Holiday на обратната страна на 7-инчова грамофонна плоча, от звукозаписната компания „Мъркюри Рекърдс“ на 19 ноември 1984 г. Сингълът достига до № 64 в „Билборд Хот 100“ в САЩ и до № 1 и № 3 в две различни класации във Франция, където и заради физическите си продажби надминаващи 1 000 000 бройки, е издаден платинен сертификат.
Видеоклипът към песента е засент в САЩ по време на световното концертно турне на „Скорпиънс“ Love at First Sting Tour 1984 -1986 и е често излъчван от музикалната телевизия „Ем Ти Ви“ през 80-те. През 2003 г. музикалният телевизионен канал „Ви Ейч Уан“ поставя песента на 22-ро място в списъка на най-великите рок балади.
От издаването си през 1984 г. досега, Still Loving You е най-често издаваният сингъл на „Скорпиънс“, с общо 7 различни издания в 6 различни варианта, сред които оригиналът от 1984 г., записаната на живо версия в Берси, Франция през 1984 г., ремиксирана през 1992 г., отново оригиналната версия с друга нова песен през 2000 г., акустична версия записана на живо през 2001 г., кавър вариант, заедно с певицата Амандин Буржоа през 2011 г. и нова акустична версия записана на живо през 2013 г.

## Предистория и записване
В средата на 1983 г. групата отново влиза в музикалното студио на Дитер Диркс в Кьолн, Германия, където започват композирането и записването на осмия си студиен албум Love at First Sting. По време на записите обаче, басистът Франсис Буххолц и барабанистът Херман Раребел влизат в сериозен конфликт с Дитер Диркс и отношенията им изпадат в дълбока криза. Вследствие на това, двамата биват помолени да си останат вкъщи, докато „Скорпиънс“ пътуват заедно с Дитер Диркс до Стокхолм за да стартират записите на новия албум, а там им сътрудничат с малък успех бившите музиканти от „Рейнбоу“ – Боби Рондинели и Джими Бейн. Нещата между Дитер, Франсис и Херман се изглаждат и „Скорпиънс“ влизат в студиото на Дитер в Кьолн, за да запишат албума. Въпреки това, в демо версията на песента, както и във всички песни в албума, участва басистът Нийл Мъри, известен с работата „Уайтснейк“ и „Блек Сабат“.
Съществуват и други версии за това дали всъщност наистина Франсис Буххолц и Херман Раребел въобще участват в записването на Love at First Sting, като според музикалният критик Кристиан Павес те не записват нито една част от песните, а това е направено от Боби Рондинели и Джими Бейн, заедно с Нийл Мъри.
В интервю с Рудолф Шенкер, той коментира, че му е отнело около шест години, за да добави песента към някой от албумите, намеквайки, че я е композирал още през 1979 г. Той също така говори за текста и казва: „Той [Клаус Майне] искаше да напише нещо специално, каза ми, че един ден е отишъл на полето в снега и тогава му хрумнала тази идея“ и добавя: „Любовната песен създаде истински бейби бум във Франция. Добре-известно момче, което ни интервюира (във Франция) ни каза: Хей, момчета, знаехте, че сте отговорни за бейби бума от 1985 г., смяхме се като луди. И да, измерено е от правителството, невероятно е.“

## Композиране и описание
Според музиката на песента, Still Loving You е наречена „мощна рок балада“. Композицията е изпята от вокалиста Клаус Майне, а музиката е изпълнена от китариста Рудолф Шенкер, композирана в тоналност сол минор. Въведението е базирано на полуакустичните китари на Рудолф Шенкер и Матиас Ябс, с бавно темпото в първата си част, но с напредването и с включването на барабани във втория куплет и акордите на електрически китари в припева, песента става по-бърза. Вокалният обхват на Клаус Майне се простира от нота „фа“ до „ре“. Неговата хармонична прогресия се изпълнява в арпеджо, по време на интрото и стиховете, състоящи се от сол минор, „ре“ и „фа“.
По думите на Рудолф Шенкер, тестът се отнася за любовна афера между двама души, в която те са разбрали, че тя може да е приключила, но ще опитват отново.

## Оценки и възприемане

### Коментари на критиците
Бари Вебер от Олмюзик определя песента като най-добрата балада на групата, въпреки че описва като „сълзлиза“. Кристиан Павес от чилийското списание „Рокаксис“ я нарича „една от най-добрите мощни балади в историята на рока“, подчертавайки също „простите ноти, някои вдъхновителни мелодии, прекрасен глас от Майне и още едно задъхващо соло от Шенкер“ и я определя, като „истински химн на любовта“. Сайтът „Спутникмюзик“ пише, че наред с Rock You Like a Hurricane и Big City Nights, това е един от най-големите хитове на „Скорпиънс“.

### Търговски успех
В САЩ, песента остава 6 последователни седмици в класацията на Билборд Хот 100, където достига до № 64 на 21 юли 1984 г. Въпреки влизането Топ 100 на най-големия музикален пазар в света, в страните от европейския континент успехът е по-голям. В Швейцария, Белгия и Франция Still Loving You достига до максимална позиция № 3, докато в Нидерландия остава 18 седмици и се изкачва до № 5. В Германия песента остава 19 седмици в класациите и достига до № 14 на 17 декември 1984 г.
Still Loving You постига огромен търговски успех във Франция, където през юни 1984 г. дебютира на първо място и се остава три седмици на върха, оставяйки общо 36 седмици в местната класация за сингли „Инфодиск“, а това донася продажби от над 1 100 000 копия и платинен сертификат от Националения синдикат на фонографските издателства, само месеци след издаването на сингъла. До средата на първото десетилетие на новото хилядолетие сингълът е продаден в над 1 700 000 копия само във Франция.
През 1992 г. само за европейския пазар излиза сингълът Still Loving You (Remix), който влиза в германската класация за сингли само за 20 седмици и достига максимална позиция на № 14. През ноември 2011 г. като промоционален сингъл от албума Comeblack, Сони Мюзик преиздават песента само за френския пазар, където достига позиция № 38.

## Музикален клип
По време на световното концертно турне Love at First Sting Tour, което продължава малко повече от две години, групата свири на 12 април 1984 г. в „Реюнион Арена“ в град Далас, щата Тексас, САЩ пред 19 000 души. Изпълнението от тогава, е избрано за запис на музикалния видеоклип, публикуван през юли същата година. Режисурата е предоставена от Харт Пери, който вече е работил с групата по време на записа на видеоклипа към песента No One Like You, две години по-рано.

## Изпълнения на живо
Still Loving You е изпълнена за първи път на живо на 23 януари 1984 г. в Бирмингам, Англия на тъкмо започналото турне Love at First Sting Tour. Оттогава песента е неизменна част от всеки концерт и всяко едно турне на групата и с повече от 1200 на брой изпълнения на живо, е шестата най-често изпълнявана песен от „Скорпиънс“.
През 1984 г. по време на турнето Love at First Sting, Still Loving You е записана на живо в Дворец на спорта „Берси“ в Париж и издадена в двойния албум записан на живо World Wide Live от 1985 г., както и в следващите официални концертни албума на групата, акустичният Acoustica (2001), както и двойните Live 2011 - Get Your Sting & Blackout (2011) и MTV Unplugged in Athens (2013). Песента присъства и във всички видео издания през 1990-те, 2000-те и 2010-те. Still Loving You е и предварително избрана след интернет гласуване от феновете на „Скорпиънс“ да присъства сред изпълнените на концерта във Вакен през 2006 г., издаден под името Live at Wacken Open Air.

## Други версии
Първите различни версии са издадени като сингли в различни формати през 1984 и 1987 г. По-късно е включена и в компилацията Still Loving You, издадена през 1992 г., където песента е скъсена с няколко секунди от оригиналната и е издадена повторно като сънгъл в по-къса радио версия с продължителност от 3:58 минути. През 2000 г. на Експо 2000 в Хановер, Германия, Still Loving You е изпълнена на живо от „Скорпиънс“ заедно с Берлинският филхармоничен оркестър, а песента е включена и в двете версии на симфоничния албум Moment of Glory, издаден същата година. Година по-късно, песента е включена и в акустичните изпълнения на живо в Португалия и е издадена в албума Acoustica, който също както предщественика си, е в две версии (аудио и видео албум). През 2011 г. е отново записана и издадена в кавър албума Comeblack, а в японското издание, песента е дублирана, като във втората версия на Клаус Майне партнира френската изпълнителка Амандин Буржоа, която изпълнява част от песента на френски език (двете версии се различават със секунда една от друга). Във Франция версията с Амандин Буржоа, е издадена и като промоционален сингъл с продължителност от 4:44 минути.

## Списък на песните
| Страна А 1. Still Loving You (Клаус Майне, Рудолф Шенкер) – 4:48 Страна Б 1. Holiday (от албума Lovedrive) (Клаус Майне, Рудолф Шенкер) – 6:31 | Страна А 1. Still Loving You (от албума World Wide Live) – 5:44 Страна Б 1. Big City Nights (от албума World Wide Live) (Клаус Майне, Рудолф Шенкер) – 4:49 |

| 1. Still Loving You (от компилацията Still Loving You) – 6:12 2. Still Loving You (Радио версия) – 3:58 3. Media Overkill (от албума Savage Amusement) (Рудолф Шенкер, Клаус Майне) – 5:44 | 1. Still Loving You (от албума Love at First Sting) – 6:27 2. Love Is Blind (Херман Раребел) – 3:51 |

| 1. Still Loving You (от албума Acoustica) – 3:37 | 1. Still Loving You (от албума Comeblack) – 4:44 |

### Седмо издание от 2013 г.
1. Still Loving You (от албума MTV Unplugged in Athens) – 3:43

## Музиканти
- Клаус Майне – вокали
- Рудолф Шенкер – китари
- Матиас Ябс – китари
- Францис Буххолц – електическа бас китара
- Херман Раребел – барабани

## Графики и сертифициране
| Година | Класация              | Позиция |
| ------ | --------------------- | ------- |
| 1984   | Франция („Инфодиск“)  | 1       |
| 1984   | Франция („Лесчартс“)  | 3       |
| 1984   | Швейцария             | 3       |
| 1984   | Германия              | 14      |
| 1984   | САЩ (Рок песни)       | 36      |
| 1984   | САЩ (Билборд Хот 100) | 64      |
| 1985   | Португалия            | 1       |
| 1985   | Франция               | 36      |
| 1987   | Белгия (Фландрия)     | 3       |
| 1987   | Нидерландия           | 5       |

| Страна                                                   | Сертификат | Продажби  |
| -------------------------------------------------------- | ---------- | --------- |
| Франция (SNEP) Физически продажби от 1984 до 2005 година | Платинен   | 1 100 000 |
| Италия (FIMI) Физически продажби до 2021 година          | Златен     | 35 000    |

### Позиция в класациите в други издания
| Година | Класация | Позиция |
| ------ | -------- | ------- |
| 1992   | Германия | 14      |
| 2011   | Франция  | 37      |
| 2012   | Франция  | 39      |
| 2013   | Франция  | 97      |
| 2014   | Франция  | 21      |